# 大阪市立田川小学校
大阪市立田川小学校（おおさかしりつ たがわ しょうがっこう）は、大阪府大阪市淀川区にある公立小学校。

## 沿革
大阪市神津尋常高等小学校（現在の大阪市立神津小学校）の学校規模が過大になったことを受け、1936年4月18日、神津尋常高等小学校田川分校が東淀川区田川町（当時）に設置された。田川分校の設置が学校の始まりとなっている。
田川分校は約2ヶ月後の1936年6月11日付で独立校となり、大阪市田川尋常小学校と称した。1941年には国民学校令の施行により、大阪市田川国民学校に改称している。
太平洋戦争の戦局悪化により、大阪市を含む大都市の国民学校の児童に対して1944年以降、学童疎開が指示された。大阪市での学童疎開は縁故を原則としたものの、縁故に頼れない児童については学校から集団疎開に参加させることにした。疎開先の府県については大阪市から各行政区ごとに割り当て、当時の東淀川区（現淀川区の区域含む）の国民学校には大阪府北摂方面への疎開が指定された。田川国民学校では豊能郡歌垣村（現在の能勢町）への疎開を実施している。
1947年の学制改革により、大阪市立田川小学校となった。
終戦直後の1946年には、従来の柏里国民学校分校（1941年設置）を移管・継承する形で、塚本に分校を設置した。分校は1949年に大阪市立塚本小学校として独立開校している。
現在の体育倉庫〜プール間の敷地には1980年代前半まで大阪市立田川幼稚園が併設されており、田川幼稚園が現在の場所に移転した際にプールが新設された。

### 年表
- 1936年4月18日 - 大阪市神津尋常高等小学校田川分校を設置
- 1936年6月11日 - 大阪市田川尋常小学校として開校。
- 1941年4月1日 - 国民学校令により、大阪市田川国民学校に改称。
- 1946年4月1日 - 塚本分校を柏里国民学校より移管。
- 1947年4月1日 - 学制改革により、大阪市立田川小学校に改称。
- 1949年4月1日 - 分校が大阪市立塚本小学校として独立。
- 1981年 - 講堂竣工
- 1984年 - プール竣工（以前のプールは現在の給食室の場所にあり、体育倉庫から南側は田川幼稚園の敷地であった）
- 1998年 - 開校当時からあった鉄筋校舎跡に学校ビオトープ完成。

## 通学区域
- 大阪市淀川区 田川北1丁目-3丁目、田川1丁目-3丁目、塚本5丁目（一部）、塚本6丁目（一部）、十三元今里1丁目（一部）、十三元今里2丁目（一部）、十三元今里3丁目（一部）。

卒業生は大阪市立新北野中学校に進学する。

## 交通
- 東海道本線（JR神戸線・JR宝塚線） 塚本駅 北へ約1.2km。
- 阪急電鉄 十三駅 北西へ約1.2km。